# Universität Dole
Die Universität Dole war eine Hochschule in Dole in der Freigrafschaft Burgund. Sie bestand von 1422 bis 1691 und war eine der wichtigsten Universitäten für Zivilrecht und Kanonisches Recht in Westeuropa.

## Geschichte
Die Universität wurde 1422 durch Philipp den Guten in der Hauptstadt seiner Freigrafschaft Burgund gegründet, auch für das benachbarte Herzogtum Burgund. Sie orientierte sich an den Strukturen der Universität Bologna. Sie wurde zunächst bei der Kapelle St. Georg angesiedelt. 1437 wurde eine Theologische Fakultät eröffnet.
Die Universität entwickelte sich bald zu einer der führenden Universitäten für Zivilrecht und Kanonisches Recht und zog Studenten aus Westeuropa, der Schweiz und auch Deutschland an. 1479 musste sie nach der französischen Eroberung der Stadt nach Besançon umziehen, konnte aber 1484 wieder nach Dole zurückkehren.
1562 studierten in Dole 268 Studenten, unter ihnen 223 Ausländer und 45 Einheimische. Die Dozenten kamen größtenteils aus Flandern und Italien. 1616 wurden Gesandte zu den Erzherzögen nach Brüssel geschickt, um eine Umwandlung in eine Magisteruniversität wie in Löwen und Douai zu ermöglichen. Die Erzherzöge gaben ihre Zustimmung, jedoch wurde das Konzept auf Grund des Widerstands der Studenten nicht umgesetzt.
1691 wurde die Universität nach der Übergabe der Freigrafschaft Burgund an Frankreich im Frieden von Nimwegen nach Besançon verlegt.

## Persönlichkeiten
Dozenten
- Peter Anton von Clapis

- Heinrich Cornelius Agrippa von Nettesheim, 1509

Studenten
- Nicolas Perrenot de Granvelle, um 1505, später Kanzler von Kaiser Karl V.
- Simon Renard, um 1530, später außerordentlicher Gesandter von Kaiser Karl V.
- Otto von Waldburg, um 1530, später Fürstbischof von Augsburg und Kardinal
- Pfalzgraf Ludwig v. Simmern, 1554, der spätere pfälzische Kurfürst Ludwig VI.
- Johann Christoph von Westerstetten, 1584, später Fürstbischof von Eichstätt
- Kaspar Manz (1606–1677), um 1625, später Rechtswissenschaftler und Kanzler von Pfalz-Neuburg
- Franz von Lisola, um 1635, später kaiserlich-habsburgischer Gesandter